# Caraguata mexicana
Caraguata mexicana es un coleóptero de la familia Chrysomelidae.
Fue descrita científicamente por primera vez en 1886 por Jacoby.